# Fábrica de cerveza de Juan Pozzy
La fábrica de cerveza de Juan Pozzy fue una empresa manufacturera de cerveza con sede en la ciudad española de San Sebastián.

## Historia
La cervecera, que gestionó primero Juan Pozzy y más adelante su viuda, se habría establecido en la ciudad de San Sebastián, en la provincia de Guipúzcoa, en torno al año 1837. Tenía su sede en el paseo de las Puertas Coloradas. La producción, de una calidad apreciada, surtía a otras ciudades cercanas, como Santander y Bilbao, y se exportaba también al extranjero, a lugares como La Habana y Puerto Rico. La fábrica aparece descrita en el decimocuarto volumen del Diccionario geográfico-estadístico-histórico de España y sus posesiones de Ultramar de Pascual Madoz, en la entrada correspondiente a San Sebastián, con las siguientes palabras:

Fábrica de cerveza. Hay una de D. Juan Pozzy en el paseo de las Puertas Coloradas, con un edificio recientemente construido, con capacidad y gusto, con fachadas á la alameda y á la carretera general, y con una bodega espaciosa, donde se elabora la cerveza. La fáb. está montada con las mismas condiciones y circunstancias que las que tienen establecimientos iguales en mayor escala, en los paises estranjeros. La cerveza que se hace en esta fáb. tiene tan buena aceptacion, que se esporta para la Habana y Puerto-Rico, y apesar de que hay tambien fáb. en Santander y Bilbao, se surten de la de esta c., como tambien en Pamplona y otros puntos de Navarra.
(Madoz, 1849, p. 35)